# 科諾托皮
50°30′15″N 24°15′13″E / 50.50417°N 24.25361°E
科諾托皮（烏克蘭語：Конотопи），是烏克蘭西部的村莊，隸屬利維夫州的舍普季茨基區。該村面積0.08平方公里，海拔高度185米，人口220，人口密度每平方公里2,948.72人。